# NGC 3968
NGC 3968 (również PGC 37429 lub UGC 6895) – galaktyka spiralna z poprzeczką (SBbc), znajdująca się w gwiazdozbiorze Lwa. Odkrył ją William Herschel 17 kwietnia 1784 roku. Jest to galaktyka z aktywnym jądrem typu LINER.